# Gardominka
La Gardominka est une rivière de Pologne. Elle a une longueur de 26,6 km. C'est un affluent de la Rega, avec laquelle elle alimente le réservoir Rejowickie. Sa source se situe dans la gmina de Nowogard.